# Bützsee
Der Bützsee ist ein natürlicher See auf dem Gebiet des Fehrbelliner Stadtteils Wustrau-Altfriesack im Landkreis Ostprignitz-Ruppin in Brandenburg. Er liegt im Rhinluch circa einen Kilometer südöstlich des Ruppiner Sees.

## Lage und Beschreibung
Der Bützsee hat eine Fläche von 221 Hektar und mit 633 km² ein sehr großes Einzugsgebiet. Der See ist sehr flach, so liegt der Grund an der tiefsten Stelle nur vier Meter unter der Wasseroberfläche. Er wird von Nordwesten nach Südosten vom Rhin durchflossen, der aus dem Ruppiner See zuläuft und den Bützsee als Bützrhin verlässt. Dieser teilt sich nach wenigen Kilometern in zwei Zweige. Der eine Ast, zunächst Alter Rhin genannt, fließt nach Westen, durch den Rhinkanal und den Gülper See bei Rhinow in die untere Havel. Der andere läuft als Kremmener Rhin nach Osten in den Kremmener See und danach über den Ruppiner Kanal nach Oranienburg zum Kanalkreuz mit dem Oranienburger Kanal neben der oberen Havel.
Die Landschaft rund um den See ist typisch für das Rhinluch. Vor allem Grünland, Laubwälder, nährstoffreiche Gewässer und weite Verlandungsbereiche sowie Niedermoore und Sümpfe finden sich in der Umgebung. Diese Biotope bieten Lebensräume für zahlreiche Vogelarten wie beispielsweise tausende alljährlich dort rastende nordische Gänse. Am Nordufer des Bützsees befand sich im Mittelalter mit dem Burgwall Altfriesack vermutlich ein kultischer Mittelpunkt des slawischen Stammes der Zamzizi.
Inmitten des Sees liegt eine circa 17 Hektar große Insel, die stark bewachsen ist und nicht betreten werden darf.